# Fukurokuju
Fukurokuju (jap. 福禄寿 Fuku-roku-ju, dosł. „szczęście-bogactwo-długowieczność”) – w mitologii japońskiej bóg długowieczności, mądrości i szczęścia. Jeden z siedmiorga bogów szczęścia, utożsamiany często z Jurōjinem.
Przedstawiany jest jako sędziwy, brodaty starzec z nienaturalnie wydłużoną głową. Zazwyczaj towarzyszą mu żółw, kruk, żuraw lub jeleń (tradycyjne symbole długiego życia). Powszechnie przyjmuje się, że kult Fukurokuju powstał w wyniku wpływów taoistycznych, jako przeniesienie do Japonii chińskiego boga Shoulao.